# Червоное (Кобелякский район)
Червоное (укр. Червоне) — село,
Чорбовский сельский совет,
Кобелякский район,
Полтавская область,
Украина.
Население по переписи 2001 года составляло 156 человек.

## Географическое положение
Село Червоное находится в 2-х км от левого берега реки Кустолово и в 5-и км от левого берега реки Ворскла.
Местность вокруг села сильно заболочена, к селу примыкает лесной массив.

## История
Село есть на немецкой и советской картах 1941 года, а в 1869 году на месте села был хутор Кизими